# Haintchen
Haintchen is een plaats in de Duitse gemeente Selters (Taunus), deelstaat Hessen, en telt 982 inwoners (2005).